# Harald Ulrik Sverdrup
 Der er flere personer med dette navn, se Harald Ulrik Sverdrup (politiker).
Harald Ulrik Sverdrup (født 15. november 1888 i Sogndal i Norge, død 21. august 1957 i Oslo) var en norsk oceanograf og meteorolog, som gjorde flere vigtige teoretiske opdagelser inden for disse områder.
Efter studier i Oslo blev han cand.real. i 1914, og efter nogle års ophold ved universitetet i Leipzig blev han i 1917 dr.philos. Fra 1918 til 1925 ledede han de videnskabelige undersøgelser under Roald Amundsens Maud-ekspedition. Han var endvidere assistent ved Carnegieinstituttets afdeling for jordmagnetiske undersøgelser i Washington i 1922 og associeret forsker ved samme institut i 1926 og 1928-40.
I 1926 blev han professor i geofysik ved Universitetet i Bergen.
I 1931 deltog Sverdrup i den australskfødte polarforsker Hubert Wilkins' kuriøse arktisekspedition med den udrangerede ubåd Nautilus, en tidligere amerikansk ubåd fra Første Verdenskrig. Efter ekspeditionen blev Nautilus sænket ud for Askøy.
Med støtte fra universitet i Oslo blev han direktør for Scripps Institute of Oceanography i Californien i 1936-1948. Der udviklede han bl.a. i samarbejde med Walter Munk den første bølgevarslingsmodel, der bl.a. blev benyttet under de allieredes invasion i Normandiet i 1944. Han var også hovedforfatter til det oceanografiske standardværk "The Ocean", der første gang blev udgivet i 1942.
Da han kom tilbage til Norge, fortsatte han med at bidrage til udviklingen af oceanografi, havforskning og polarforskning. Han blev direktør for Norsk Polarinstitut og var fra 1949 professor i geofysik ved Oslo Universitet.
I 1954-1957 var Sverdrup dekan for det naturvidenskabelige fakultet ved Oslo Universitet og stod bag "Sverdrup-planen", en storstilet udbygning af universiteterne i Oslo og Bergen i 1960'erne.
Sverdrup modtog i 1956 Galathea Medaillen fra Det Kongelige Danske Geografiske Selskab.

## Ting opkaldt efter Sverdrup
- Den fysiske enhed for havstrømmes styrke. 1 Sverdrup = {\displaystyle 10^{6}}{\displaystyle m^{3}}per sekund.
- Sverdrupisen på Svalbard
- H.U. Sverdrupsfjeldet i Dronning Maud Land på Antarktis